# Reersø
Reersø är en halvö i Danmark.   Den ligger i Kalundborgs kommun i Region Själland, i den sydöstra delen av landet, 90 km väster om Köpenhamn.
Den går ut i Stora Bält mellan Jammerland Bugt och Musholm Bugt.